# 雨柳堂夢咄
『雨柳堂夢咄』（うりゅうどうゆめばなし）は、波津彬子による日本の漫画作品。『ネムキ 眠れぬ夜の奇妙な話』（旧『眠れぬ夜の奇妙な話』）にて1991年から連載されている。

## あらすじ
入口に大きな柳の木がある骨董屋「雨柳堂」。そこへ集まるのは、様々な“想い”を持った品々。骨董と人の織りなす愛情と因縁。主人の孫息子・蓮は、それらの“想い”を感じ取る不思議な力を持っていた。

## 登場人物
キャストはドラマCD
蓮（れん）
声 - 櫻井孝宏
「雨柳堂」の主人の孫。店番やお使いなど、主人を手伝っている。外見は10代後半だが、実年齢は不明。物に秘められた“想い”を見聞きする力がある。また目利きの才があり、一目で贋作を見抜く。常に冷静で、滅多なことでは動じず、怒ることも少ない。着物以外では、常に黒い衣装を纏っている。祖父以外の身内については、一切不明（芳春に「親がいるか」と問われた際には、肯定しながらも、言葉を濁していた）
雨柳堂主人
声 - 青野武 、大木民夫（モーションコミック）
「雨柳堂」の主人。蓮の祖父。目利きは出来るが、蓮とは違い、物の“想い”を見聞きすることは出来ない。本人曰く「鈍い」。蓮が、彼の息子の子なのか娘の子なのかは、語られていない。
深水 釉月（ふかみ ゆつき）
『つくろい』の仁平の弟子。つくろいの腕は確かで、それだけでなく、「特別な手」を持っており、“物”は直されるのを心地よく思っている。また、雨柳堂の物の怪たちに好かれてもいる。とある理由から、顔の右側にアザがあり、前髪を伸ばして隠している。仕事着でいることが多く、本人も弟子入り当初は男を装っていたため、間違われることが多いが、歴とした女の子。
篁 青二郎（たかむら　せいじろう）
骨董や掛け軸などの贋作で、詐欺などを行っている男。腕は確かで、雨柳堂の主人でさえ、贋作かどうか悩んだこともある（蓮には一発で見抜かれた）。釉月とは、ある関係にあって…。
京助（きょうすけ）
声 - 平川大輔
医院の書生。何故か物の怪に懐かれやすく、よく厄介ごとに巻き込まれる。人にも物の怪にも遊ばれやすい人。
池田のご隠居
声 - 堀井真吾
雨柳堂の常連客で、大の骨董好き。が、見る目はあまりなく、篁にも騙されたことがある。
レイモンド＝グラント
英国人。大学で日本芸術を研究している、雨柳堂の常連客。時折悩む様子を見せるものの、日本語は上手い。
和尚
物を供養している寺の和尚。蓮に修行しないかと誘うが、あっさりと断られる。
芳春（ほうしゅん）
寺で修行中の小坊主。人には見えないものが、見える性質をもつ。少々恐がりだが、優しい少年。

## 書誌情報・関連商品

### 単行本
- 波津彬子 『雨柳堂夢咄』 朝日ソノラマ→朝日新聞社→朝日新聞出版〈眠れぬ夜の奇妙な話コミックス→Nemuki+コミックス〉、既刊18巻（2021年2月22日現在）
  1. 1993年3月発行、ISBN 4-257-90180-2
    - 新版（朝日新聞出版）：2007年11月7日発売[1]、ISBN 978-4-02-213079-2

  2. 1994年9月発行、ISBN 4-257-90220-5
    - 新版（朝日新聞出版）：2007年11月7日発売[2]、ISBN 978-4-02-213080-8

  3. 1996年7月発行、ISBN 4-257-90273-6
    - 新版（朝日新聞出版）：2007年11月7日発売[3]、ISBN 978-4-02-213081-5

  4. 1997年3月発行、ISBN 4-257-90291-4
    - 新版（朝日新聞出版）：2007年11月7日発売[4]、ISBN 978-4-02-213082-2

  5. 1997年12月発行、ISBN 4-257-90330-9
    - 新版（朝日新聞出版）：2007年11月7日発売[5]、ISBN 978-4-02-213083-9

  6. 1998年9月発行、ISBN 4-257-90352-X
    - 新版（朝日新聞出版）：2007年11月7日発売[6]、ISBN 978-4-02-213084-6

  7. 1999年9月発行、ISBN 4-257-90389-9
    - 新版（朝日新聞出版）：2007年11月7日発売[7]、ISBN 978-4-02-213085-3

  8. 2001年3月発行、ISBN 4-257-90433-X
    - 新版（朝日新聞出版）：2007年11月7日発売[8]、ISBN 978-4-02-213086-0

  9. 2002年7月発行、ISBN 4-257-90455-0
    - 新版（朝日新聞出版）：2007年11月7日発売[9]、ISBN 978-4-02-213087-7

  10. 2004年5月発行、ISBN 4-257-90502-6
    - 新版（朝日新聞出版）：2007年11月7日発売[10]、ISBN 978-4-02-213088-4

  11. 2006年3月発行、ISBN 4-257-90551-4
    - 新版（朝日新聞出版）：2007年11月7日発売[11]、ISBN 978-4-02-213089-1

  12. 2008年1月11日発売[12]、ISBN 978-4-02-213107-2
  13. 2011年1月7日発売[13]、ISBN 978-4-02-213163-8
  14. 2013年4月5日発売[14]、ISBN 978-4-02-214117-0
  15. 2014年10月7日発売[15]、ISBN 978-4-02-214160-6
  16. 2016年3月7日発売[16]、ISBN 978-4-02-214190-3
  17. 2018年10月5日発売[17]、ISBN 978-4-02-214258-0
  18. 2021年2月22日発売[18]、ISBN 978-4-02-214316-7

### 文庫版
- 波津彬子 『雨柳堂夢咄』 朝日ソノラマ→朝日新聞社→朝日新聞出版〈ソノラマコミック文庫→朝日コミック文庫〉、既刊13巻（2023年2月21日現在）
  1. 2002年6月発行、ISBN 4-257-72165-0
    - 新版（朝日新聞出版）：2007年10月、ISBN 978-4-02-267130-1

  2. 2002年8月発行、ISBN 4-257-72174-X
    - 新版（朝日新聞出版）：2007年10月、ISBN 978-4-02-267131-8

  3. 2002年10月発行、ISBN 4-257-72182-0
    - 新版（朝日新聞出版）：2007年10月、ISBN 978-4-02-267132-5

  4. 2002年12月発行、ISBN 4-257-72190-1
    - 新版（朝日新聞出版）：2007年10月、ISBN 978-4-02-267133-2

  5. 2005年12月発行、ISBN 4-257-72323-8
    - 新版（朝日新聞出版）：2007年10月、ISBN 978-4-02-267134-9

  6. 2006年2月発行、ISBN 4-257-72335-1
    - 新版（朝日新聞出版）：2007年10月、ISBN 978-4-02-267135-6

  7. 2008年8月発行、ISBN 978-4-02-267179-0
  8. 2012年10月発行、ISBN 978-4-02-267199-8
  9. 2015年3月6日発売[19]、ISBN 978-4-02-269061-6
  10. 2018年2月7日発売[20]、ISBN 978-4-02-269077-7
  11. 2020年3月19日発売[21]、ISBN 978-4-02-269078-4
  12. 2022年2月18日発売[22]、ISBN 978-4-02-269081-4
  13. 2023年2月21日発売[23][24]、ISBN 978-4022690838

### 小説
- 波津彬子（原作）、時海結以（小説）、朝日新聞出版
  - 『小説 雨柳堂夢咄 〜はかなき願いは時間をこえて〜』2013年11月20日発売[25]、ISBN 978-4-02-251126-3

### 画集
- 『雨柳堂夢咄画集』朝日ソノラマ、2004年10月発行、ISBN 4-257-03702-4
  - 新版（朝日新聞出版）：2007年10月発行、ISBN 978-4-02-213810-1

### ドラマCD
- 『雨柳堂夢咄 ドラマCD』2003年6月発売。規格品番 MACC-1008